# Синьеи-Мерше, Пал
Пал Синьеи-Мерше (венг. Pál Szinyei Merse, 4 июля 1845, Синзеуйфалу — 2 февраля 1920, Ернье) — венгерский художник, основоположник импрессионизма в венгерской живописи.

## Биография
Родился в дворянской семье на территории сегодняшней Словакии. Начал занятия живописью ещё в школе в Венгрии, затем с 1864 года учился в академии в Мюнхене. С 1867 по 1869 год был учеником художника академического направления Карла Пилоти. После окончания академии жил в Мюнхене до 1873 года. Мюнхен в это время был одним из крупнейших художественных центров Европы, и Синьеи-Мерше получил доступ к современному европейскому искусству. После окончания академии, под впечатлением работ французских художников, в первую очередь Гюстава Курбе, Эдуара Мане и импрессионистов, он полностью отошёл от академической манеры. В этот период он создал первые работы в стиле импрессионизма, когда-либо написанные центральноевропейским художником. В этот период он придавал большое значение цвету и освещению. Напротив того, в его работах полностью отсутствует строгость композиции. Наиболее значительной его работой мюнхенского периода является «Пикник в мае» (1873).
Синьеи-Мерше, однако, не имел успеха у художественной критики, не сумевшей в полной мере оценить его новаторский стиль. В 1873 году он женился и переехал в своё родовое имение в Ернье. На десять лет он полностью оставил занятия живописью, затем сделал попытку возвращения, отправив свои работы на выставку в Вену, но снова был встречен недоброжелательно, и вновь отошёл от живописи.
Следующая попытка Синьеи-Мерше вернуться к живописи пришлась на 1894 год и была успешной. За это время художественный климат Венгрии сильно изменился, впитав влияния импрессионизма и постимпрессионизма, а сам художник разработал более сдержанную манеру. После 1894 года он работал без перерывов, регулярно выставлялся, а в 1905 году был назначен директором Училища Декоративного искусства (позже Академии Художеств). В последние десятилетия жизни Синьеи-Мерше был одной из наиболее влиятельных фигур венгерской живописи, хотя ему уже не удалось достичь свежести и новизны стиля своих ранних работ.

## Галерея

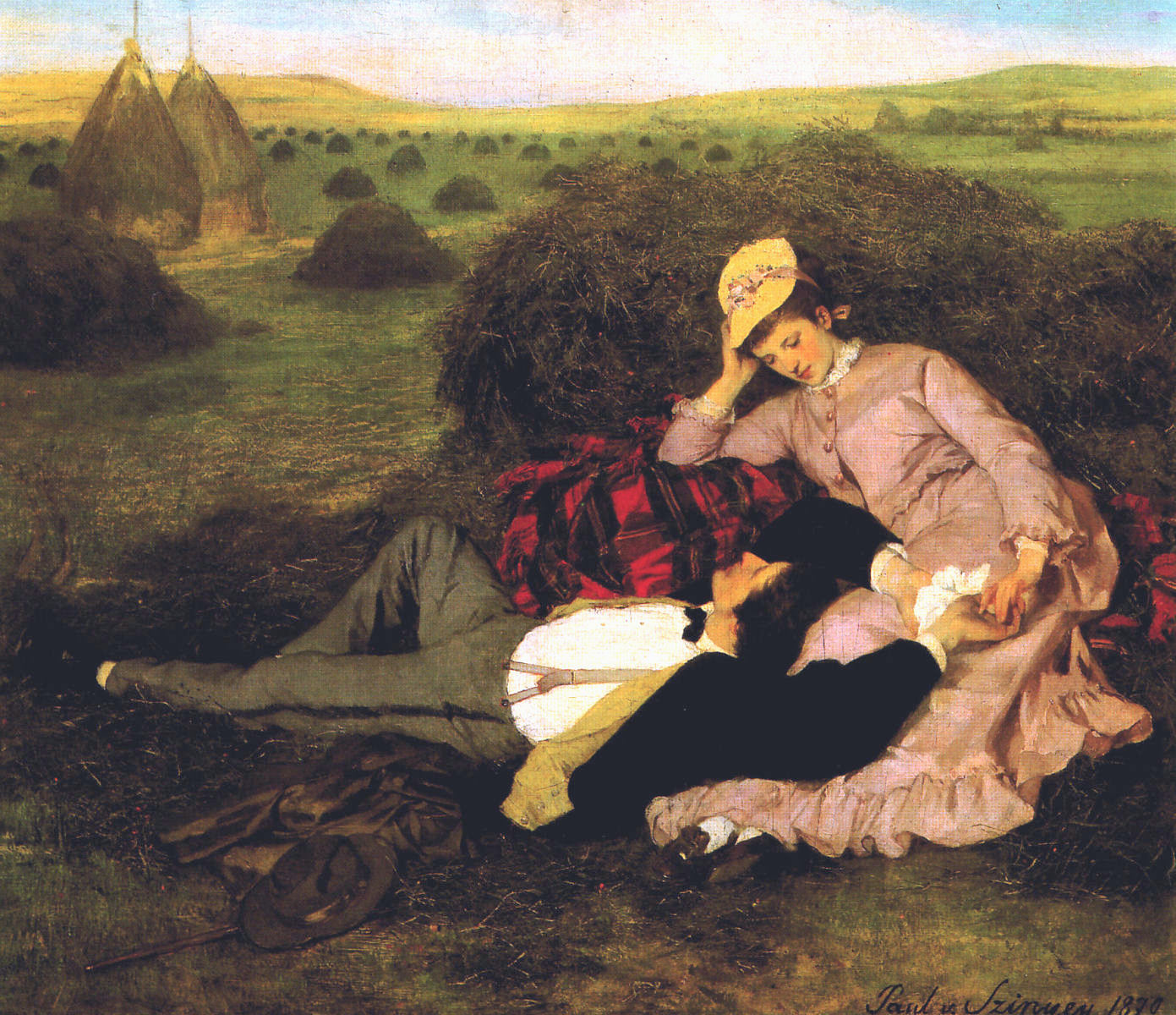
Любовники (1870), Венгерская национальная галерея
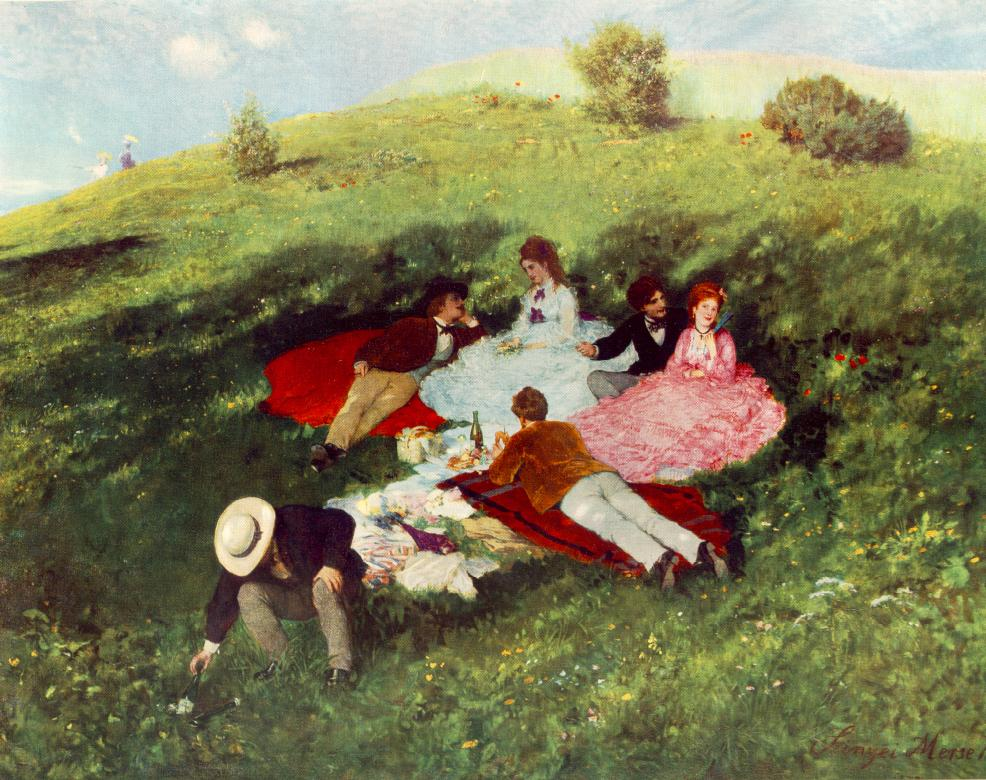
«Пикник в мае» (1873), Венгерская национальная галерея
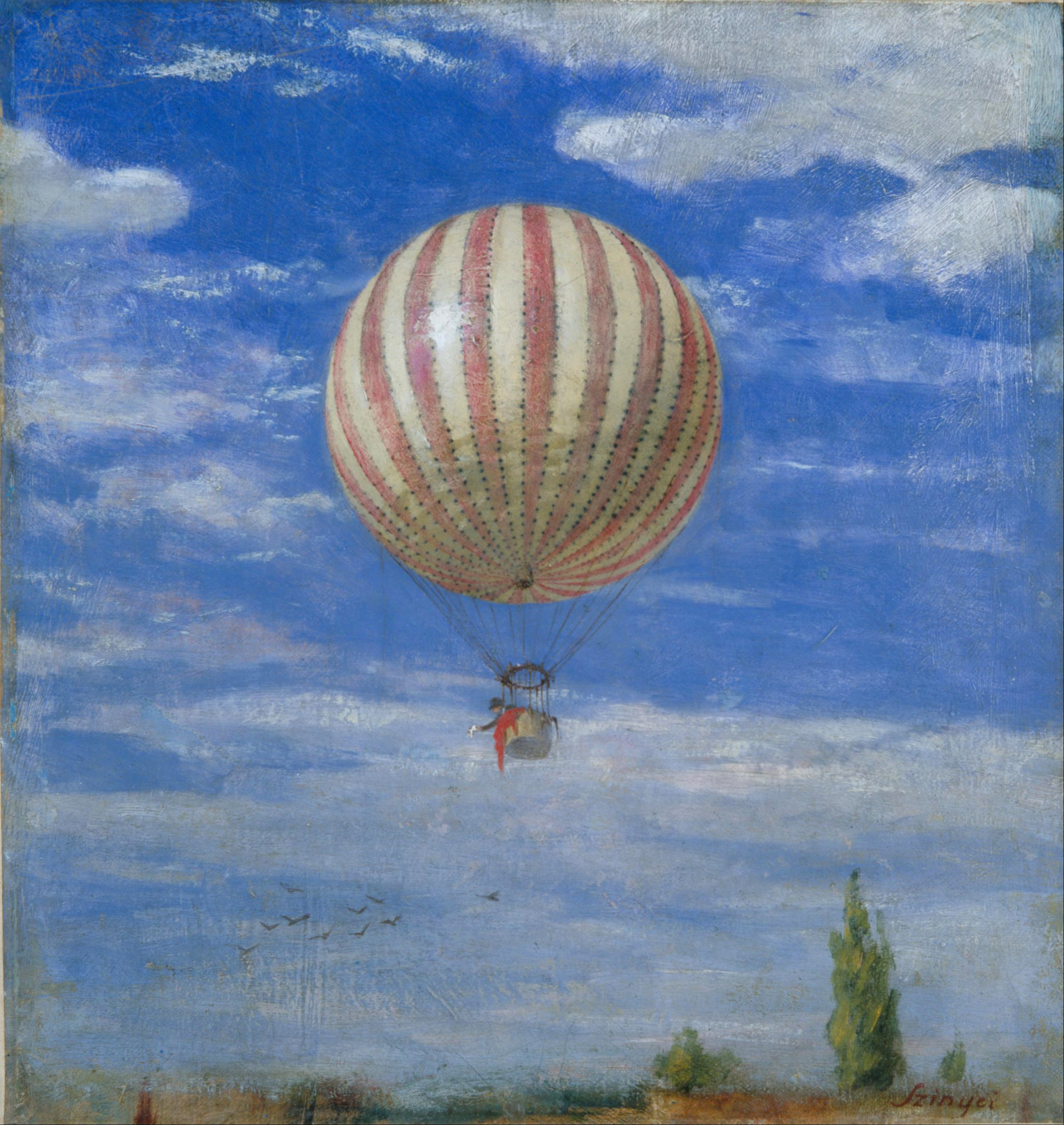
«Воздушный шар» (1873), Венгерский национальный музей
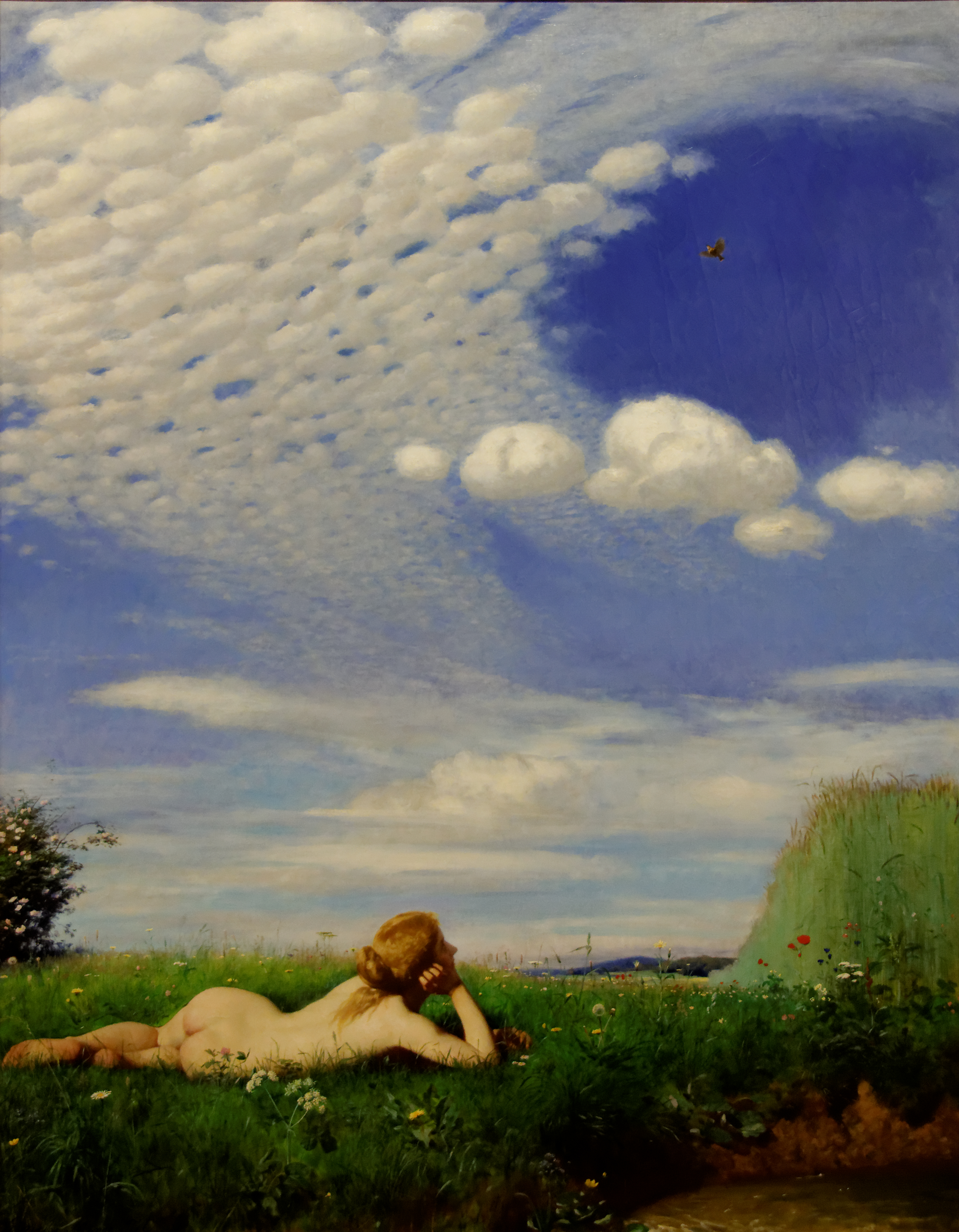
«Жаворонок» (1882), Венгерская национальная галерея
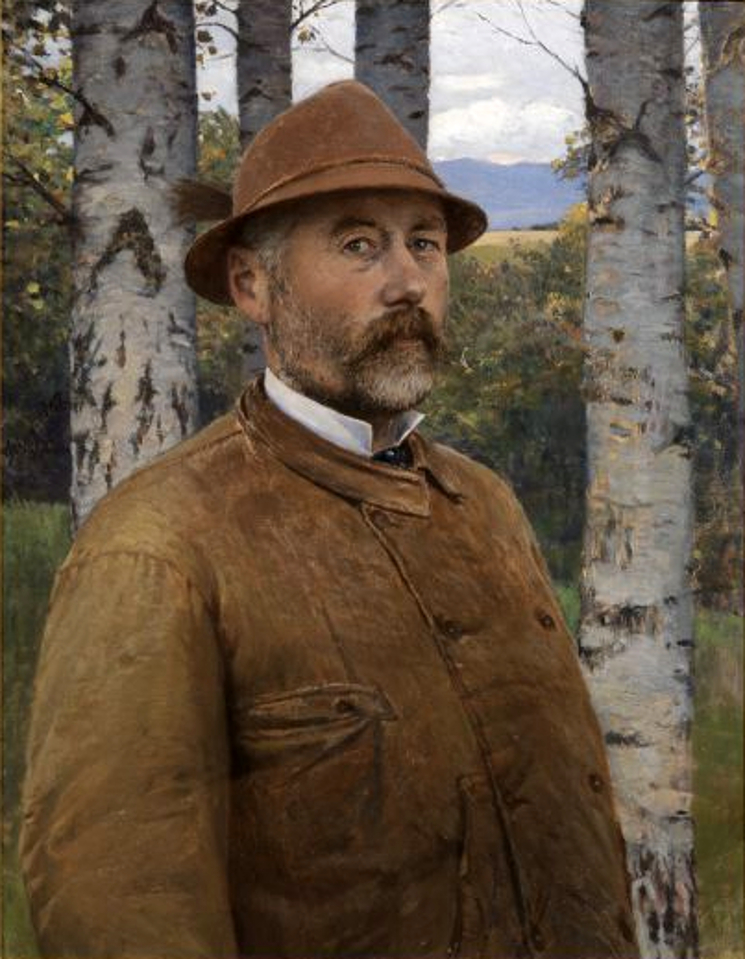
Автопортрет (1897), Уффици